# Nicola I di Russia
Nicola I Romanov (in russo Николай I Павлович? - Nikolaj I Pavlovič; Carskoe Selo, 6 luglio 1796 – San Pietroburgo, 2 marzo 1855) è stato imperatore di Russia dal 1825 fino alla sua morte.
Alla sua morte l'Impero russo aveva raggiunto lo zenith storico della sua espansione, pari a 20 000 000 chilometri quadrati. Egli fu anche Re di Polonia e granduca di Finlandia.

## Biografia

### I primi anni e l'ascesa al trono
Figlio di Paolo I e di Sofia Dorotea di Württemberg, fratello minore di Alessandro I, sposò Carlotta di Prussia (che dopo essersi convertita alla religione ortodossa prese il nome di Aleksandra Fёdorovna).
Egli non venne allevato per divenire zar, dal momento che aveva due fratelli maggiori. Nel dicembre del 1825, però, tutto cambiò in seguito alla scomparsa di Alessandro (morto senza lasciare figli) e alla rinuncia alla corona da parte del fratello Costantino. Una volta salito sul trono dovette affrontare la rivolta dei decabristi, principalmente ufficiali della guardia imperiale che non intendevano riconoscere il nuovo zar e chiedevano una svolta in senso liberale.

### Il regno

#### Politica interna
Questa esperienza generò in Nicola una profonda avversione per tutto ciò che era costituzionale e liberale. Uomo di cultura modesta e rigida moralità, era stato educato in ambienti militari e non aveva ricevuto alcuna preparazione alla vita politica e ai problemi connessi con la gestione dello Stato. Convinto che l'unica linea politica da seguire fosse quella del rafforzamento del suo potere personale, si comportò di conseguenza. Autoritario e privo della mentalità eclettica del fratello Alessandro I, passò alla storia come "il gendarme d'Europa".
In politica interna, dopo la rivolta dei decabristi, le sue convinzioni lo indussero a continuare nel mantenimento di un vero e proprio corpo di polizia segreta. Fondò quindi la "Terza sezione", che aveva il compito di controllare la vita e l'operato dei sudditi. Questa fu però una sorta di inquisizione e non una "guardia personale": essa interveniva sulle manifestazioni di pensiero, soprattutto di tendenza occidentalizzante, perseguitava e ostacolava, tra gli altri, personaggi come Dostoevskij, Gogol', Puškin e Turgenev. In una Russia che versava, all'epoca, in condizioni sostanzialmente buone, questo stato di cose produsse un fortissimo disagio, soprattutto presso le classi più elevate, che erano ovviamente le più controllate. Egli abolì molte aree di autonomia locale. La storica indipendenza della Bessarabia venne rimossa nel 1828 e quella della Polonia nel 1830.
La prima ferrovia di Russia venne inaugurata nel 1838 sotto il regno di Nicola I ed era costituita da 16 chilometri tra San Pietroburgo e Carskoe Selo. La seconda inaugurata fu la Mosca-San Pietroburgo, costruita tra il 1842 e il 1851. Già al 1855 vennero costruiti 570 chilometri di ferrovie in tutta la Russia.
Nel 1833 il ministro dell'educazione, Sergej Uvarov, inaugurò un programma di "Ortodossia, Autocrazia e Nazionalismo" come principi guida del regime. La popolazione doveva dimostrare lealtà nei confronti dell'autorità illimitata dello zar, nei confronti della Chiesa ortodossa russa e, in modo vago, anche per la nazione russa. Questi principi romantici e conservatori, delineati da Uvarov vennero abbracciati anche da Vasilij Žukovskij, uno dei tutori del granduca Alessandro. Il risultato di questi principi conservatori, portò alla repressione generale di tutte le religioni e dei nazionalismi non russi. Ad esempio, il governo diede ordine di sopprimere le chiese greco-ortodosse in Ucraina e Bielorussia nel 1839.
Nicola era completamente avverso alla servitù della gleba e aveva intenzione di abolirla in Russia, ma non attuò questo progetto per ragioni pratiche di Stato. Egli infatti temeva i proprietari terrieri e credeva che questi si sarebbero rivoltati contro di lui se avesse avanzato un'idea del genere. Egli fece comunque degli sforzi per incrementare lo status dei contadini (servi governativi) con l'aiuto del ministro Pavel Kiselëv. Durante gran parte del suo regno egli tentò di incrementare il controllo sui proprietari terrieri ed altri gruppi influenti in Russia. Nel 1831 Nicola decise di restringere i voti all'Assemblea dei Nobili solo a quanti disponessero più di 100 servi, lasciando un totale di 21.916 votanti. Nel 1841, i nobili senza terra vennero banditi dalla vendita di servi separati dalla terra. Nel 1845 venne previsto che nella tavola dei ranghi della Russia imperiale bisognasse avere almeno il 5º livello per accedere alla nobiltà, mentre prima questo livello era più blando all'8º posto.
Il 23 ottobre 1845 lo zar giunse nel porto di Palermo con e la moglie per un soggiorno prolungato in città. La ragione risiedeva nella salute malferma della zarina che necessitava di una località più calda. Lo zar rimase a Palermo per quaranta giorni, mentre la zarina si trattenne per tutto l’inverno.

#### Politica estera

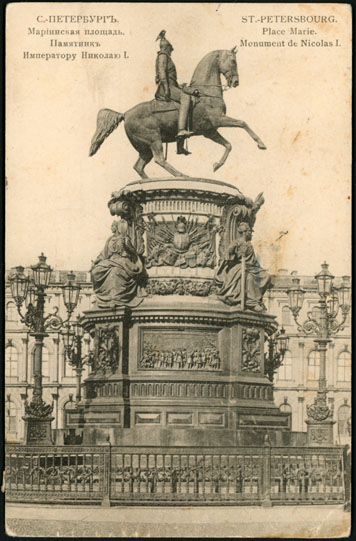
Monumento a Nicola I in piazza Sant'Isacco, a San Pietroburgo

Nella politica estera, Nicola I agì come protettore del legittimismo contro le rivoluzioni. È stato spesso notato come questa politica fosse collegata strettamente al sistema controrivoluzionario di Metternich, derivatogli in gran parte dall'ambasciatore austriaco a San Pietroburgo, il conte Karl Ludwig von Ficquelmont, che era noto per esercitare un'influenza notevole sullo zar di cui era molto amico. La sua offerta di aiutare l'Austria a sopprimere le varie rivoluzioni nel continente europeo, tentando di indurre Nicola a seguire lo schema già dettato da suo fratello Alessandro I, lo portò a guadagnarsi l'appellativo di gendarme d'Europa. Nel 1825 Nicola I venne incoronato zar e iniziò a limitare le libertà della monarchia costituzionale nel Regno del Congresso. In cambio, dopo la rivolta di novembre, nel 1831, il parlamento polacco depose Nicola da re di Polonia per rispondere alle continue violazioni della costituzione locale: lo zar reagì a questa azione inviando delle truppe russe in Polonia e riuscì a reprimere la ribellione, abrogando la costituzione polacca e riducendo la Polonia allo status di provincia russa col nome di Privislinsky Krai, imbarcandosi in una politica repressiva anche nei confronti dei cattolici. Negli anni quaranta dell'Ottocento, Nicola I ridusse 64.000 nobili polacchi allo status di comuni cittadini.
Nel 1848, quando la famosa serie di rivoluzioni sconvolse l'Europa, Nicola fu sul fronte della repressione. Nel 1849 egli intervenne in aiuto degli Asburgo per sopprimere la rivolta ungherese, così come in Prussia, dove la popolazione stava costringendo il re ad adottare una costituzione liberale. Mentre Nicola era impegnato a mantenere lo status quo dell'Europa, egli adottò una politica aggressiva nei confronti dell'Impero ottomano. Nicola I era convinto infatti che il crollo del secolare e decrepito impero turco avrebbe potuto portare grandi vantaggi alla Russia sotto l'aspetto dell'espansione territoriale, in particolare nell'area dei Balcani.
A questo scopo la Russia combatté una guerra di gran successo contro gli ottomani tra il 1828 e il 1829. Nel 1833 la Russia negoziò il trattato di Unkiar-Skelessi con l'Impero ottomano. La maggioranza delle nazioni europee erano però convinte che questo trattato contenesse una clausola segreta che consentisse alla Russia di far navigare navi da guerra russe liberamente attraverso gli stretti del Bosforo e dei Dardanelli. Con la convenzione di Londra sugli Stretti del 1841, le potenze dell'Europa affermarono pubblicamente il controllo ottomano sugli stretti e impedirono ad ogni altra potenza, tra cui alla Russia, di inviare navi da guerra lungo gli stretti. Basandosi sul ruolo che aveva avuto nella soppressione delle rivoluzioni del 1848 e credendo nel supporto diplomatico inglese, Nicola mosse guerra agli ottomani, che a loro volta dichiararono guerra alla Russia l'8 ottobre 1853. Il 30 novembre di quello stesso anno l'ammiraglio russo Nakhimov riuscì a rinchiudere la flotta turca nel porto di Sinope e la distrusse.
Nel 1854, temendo i risultati della sconfitta della Turchia da parte della Russia, Inghilterra, Francia e Regno di Sardegna, si allearono con l'Impero ottomano per il conflitto che divenne noto come guerra di Crimea. Nell'aprile del 1854, l'Austria siglò un patto difensivo con la Prussia. Con questi pochi passi, la Russia si ritrovò in guerra con l'intera Europa alleata contro di lei.
L'Austria offrì agli ottomani il supporto diplomatico necessario e la Prussia scelse di rimanere neutrale, lasciando la Russia senza alleati sul continente. Gli alleati europei sbarcarono in Crimea e mossero assedio alle fortificazioni russe a Sebastopoli. I russi persero la battaglia dell'Alma nel settembre del 1854. A questa sconfitta fecero seguito altre sconfitte nelle battaglie di Balaklava e Inkerman. Dopo l'assedio di Sebastopoli, la base della difesa dell'Impero russo crollò, esponendo la Russia al grave pericolo di venire invasa partendo dal proprio territorio.

#### Riforme culturali
L'enfasi del nazionalismo russo contribuì al dibattito circa lo spazio che la Russia doveva ricoprire nel mondo, oltre al rimando alla sua storia e a una riflessione sul futuro dello Stato. Un gruppo culturale creatosi all'epoca di Nicola I, gli occidentalisti, credevano che la Russia fosse rimasta indietro coi tempi e a uno stadio ancora primitivo e che potesse fare molto di più per la sua europeizzazione. Un altro gruppo, gli slavofili, favorirono di molto la cultura e i costumi degli slavi, prendendo le distanze dai costumi occidentali.
Gli slavofili vedevano la filosofia slava come una risorsa per la Russia che non si sentiva adatta a europeizzarsi col razionalismo e il materialismo della società occidentale.
Malgrado questo periodo repressivo, la Russia provò l'esperienza di un periodo fiorente nella letteratura e nelle arti. Attraverso le opere di Gogol', Puškin, Turgenev e molti altri, la letteratura russa ebbe l'atteso riconoscimento e la statura internazionale. Il balletto prese piede in Russia e venne importato anche in Francia, assieme alle composizioni di musica classica di Michail Glinka (1804–1857).

### La morte
Nicola morì il 2 marzo 1855, nel bel mezzo della guerra di Crimea. Dopo aver preso un semplice raffreddore, si rifiutò di ritirarsi per essere curato e riprendersi e morì di polmonite. Alla sua morte, suo figlio Alessandro divenne zar col nome di Alessandro II e il 15 gennaio 1856 fu lui in qualità di nuovo sovrano a porre fine alle ostilità.

## Eredità
Sul governo e su quanto Nicola I lasciò alla Russia vi sono spesso dei verdetti negativi. Sul finire della sua vita uno dei suoi servitori civili più devoto, A.V. Nikitenko, disse di lui che "il più grande fallimento del regno di Nicola Pavlovich fu che fu tutto un disastro". Ad ogni modo, nel tempo gli storici hanno ritrovato nell'operato di Nicola I un barlume positivo per l'epoca in cui visse: egli era convinto che il rispetto nella sua persona fosse il rispetto verso il suo popolo, come dimostrò in Polonia e in Ungheria. Di lui si dice positivamente oggi anche nell'ambito dell'abolizione della servitù della gleba che egli odiava, ma che non poté abolire completamente per ragioni politiche, oltre a detestare apertamente la tirannia dei signorotti baltici nei confronti dei contadini "emancipati". Poco prima della sua morte fece fare a suo figlio Alessandro promessa solenne che avrebbe fatto ogni sforzo per abolire in maniera definitiva questa pratica schiavista.
Secondo Igor Vinogradov, Nicola e il suo ministro dell'educazione pubblica Uvarov furono i primi a diffondere l'educazione in tutto l'Impero a tutti i livelli, preoccupandosi anche della fondazione dell'università di Kiev nel 1834.
Il nobile francese Astolphe de Custine, marchese de Custine dedicò all'operato di Nicola I una sua opera dal titolo La Russie en 1839, pubblicata nel 1843 (in lingua italiana: Lettere dalla Russia: la Russia nel 1839), nella quale descrisse lo stesso sovrano come una persona di buoni principi che si era trovata a svolgere determinate azioni negative solo perché costretto: "Se l'imperatore non avesse tanto buon cuore di quanto riveli nelle sue politiche, povera Russia; se d'altra parte i suoi sentimenti sinceri sono veramente superiori ai suoi atti, povero imperatore".
Nicola venne coinvolto nel mito urbano per la costruzione della ferrovia Mosca-San Pietroburgo. Quello che doveva essere costruito venne realizzato dagli ingegneri su precisa indicazione dello zar, che tracciò il percorso ferroviario direttamente sulla mappa.

## Matrimonio ed eredi
Il 13 luglio 1817, Nicola I sposò la principessa Carlotta di Prussia; convertitasi alla religione ortodossa, prese il nome di Aleksandra Fёdorovna. Carlotta era figlia del re Federico Guglielmo III di Prussia e di Luisa di Meclemburgo-Strelitz. Nicola e Carlotta erano cugini di terzo grado, in quanto entrambi discendenti da Federico Guglielmo I di Prussia. Dalla loro unione nacquero i seguenti eredi:
- Alessandro (1818-1881), sposò la principessa Maria Massimiliana d'Assia-Darmstadt;
- Marija (1819-1876), sposò il duca Massimiliano di Leuchtenberg e successivamente Grigorij Aleksandrovič Stroganov;
- Figlia nata morta (1820);
- Ol'ga (1822-1892), sposò il re Carlo I di Württemberg;
- Figlia nata morta (1823);
- Aleksandra (1825-1844), sposò il langravio Federico Guglielmo d'Assia-Kassel;
- Elizaveta (1826-1829);
- Konstantin (1827-1892), sposò la principessa Alessandra di Sassonia-Altenburg;
- Nikolaj (1831-1891), sposò la duchessa Alessandra di Oldenburg;
- Michail (1832-1909), sposò la principessa Cecilia di Baden.

Dopo 25 anni di matrimonio, nel 1842, i dottori di corte imposero alla zarina di non avere più rapporti sessuali col marito a causa di problematiche di salute.
Nicola I ebbe delle relazioni extraconiugali dalle quali nacquero tre figli illegittimi:
Con Anna-Maria Charlota de Rutenskiold (1791–1856)
- Youzia Koberwein (12 maggio 1825 – 23 febbraio 1923)

Con Varvara Yakovleva (1803–1831):
- Olga Carlovna Albrecht (10 luglio 1828 – 20 gennaio 1898)

Con Varvara Nelidova (m. 1897):
- Alexis Pashkine (17 aprile 1831 – 20 giugno 1863)

## Ascendenza
|                                         |                                   |                                           | Genitori                                 |  |  | Nonni |  |  | Bisnonni                           |  |  | Trisnonni                       |  |
|                                         |                                   |                                           |                                          |  |  |       |  |  | Carlo Federico di Holstein-Gottorp |  |  | Federico IV di Holstein-Gottorp |  |
|                                         |                                   |                                           |                                          |  |  |       |  |  | Carlo Federico di Holstein-Gottorp |  |  | Federico IV di Holstein-Gottorp |  |
|                                         |                                   | Edvige Sofia di Svezia                    |                                          |  |  |       |  |  | Carlo Federico di Holstein-Gottorp |  |  |                                 |  |
| Pietro III di Russia                    |                                   |                                           |                                          |  |  |       |  |  | Carlo Federico di Holstein-Gottorp |  |  |                                 |  |
|                                         |                                   | Anna Petrovna Romanova                    | Pietro I di Russia                       |  |  |       |  |  |                                    |  |  |                                 |  |
|                                         |                                   | Anna Petrovna Romanova                    | Pietro I di Russia                       |  |  |       |  |  |                                    |  |  |                                 |  |
|                                         |                                   | Anna Petrovna Romanova                    | Caterina I di Russia                     |  |  |       |  |  |                                    |  |  |                                 |  |
| Paolo I di Russia                       |                                   | Anna Petrovna Romanova                    |                                          |  |  |       |  |  |                                    |  |  |                                 |  |
|                                         |                                   | Cristiano Augusto di Anhalt-Zerbst        | Giovanni Luigi I di Anhalt-Zerbst        |  |  |       |  |  |                                    |  |  |                                 |  |
|                                         |                                   | Cristiano Augusto di Anhalt-Zerbst        | Giovanni Luigi I di Anhalt-Zerbst        |  |  |       |  |  |                                    |  |  |                                 |  |
|                                         |                                   | Cristiano Augusto di Anhalt-Zerbst        | Cristina di Zeutsch                      |  |  |       |  |  |                                    |  |  |                                 |  |
| Caterina II di Russia                   |                                   | Cristiano Augusto di Anhalt-Zerbst        |                                          |  |  |       |  |  |                                    |  |  |                                 |  |
|                                         |                                   | Giovanna di Holstein-Gottorp              | Cristiano Augusto di Holstein-Gottorp    |  |  |       |  |  |                                    |  |  |                                 |  |
|                                         |                                   | Giovanna di Holstein-Gottorp              | Cristiano Augusto di Holstein-Gottorp    |  |  |       |  |  |                                    |  |  |                                 |  |
|                                         |                                   | Giovanna di Holstein-Gottorp              | Albertina Federica di Baden-Durlach      |  |  |       |  |  |                                    |  |  |                                 |  |
| Nicola I di Russia                      |                                   | Giovanna di Holstein-Gottorp              |                                          |  |  |       |  |  |                                    |  |  |                                 |  |
|                                         | Carlo I Alessandro di Württemberg | Federico Carlo di Württemberg-Winnental   |                                          |  |  |       |  |  |                                    |  |  |                                 |  |
|                                         | Carlo I Alessandro di Württemberg | Federico Carlo di Württemberg-Winnental   |                                          |  |  |       |  |  |                                    |  |  |                                 |  |
|                                         | Carlo I Alessandro di Württemberg | Eleonora Giuliana di Brandeburgo-Ansbach  |                                          |  |  |       |  |  |                                    |  |  |                                 |  |
| Federico II Eugenio di Württemberg      | Carlo I Alessandro di Württemberg |                                           |                                          |  |  |       |  |  |                                    |  |  |                                 |  |
|                                         |                                   | Maria Augusta di Thurn und Taxis          | Anselmo Francesco di Thurn und Taxis     |  |  |       |  |  |                                    |  |  |                                 |  |
|                                         |                                   | Maria Augusta di Thurn und Taxis          | Anselmo Francesco di Thurn und Taxis     |  |  |       |  |  |                                    |  |  |                                 |  |
|                                         |                                   | Maria Augusta di Thurn und Taxis          | Maria Ludovica Anna di Lobkowicz         |  |  |       |  |  |                                    |  |  |                                 |  |
| Sofia Dorotea di Württemberg            |                                   | Maria Augusta di Thurn und Taxis          |                                          |  |  |       |  |  |                                    |  |  |                                 |  |
|                                         |                                   | Federico Guglielmo di Brandeburgo-Schwedt | Filippo Guglielmo di Brandeburgo-Schwedt |  |  |       |  |  |                                    |  |  |                                 |  |
|                                         |                                   | Federico Guglielmo di Brandeburgo-Schwedt | Filippo Guglielmo di Brandeburgo-Schwedt |  |  |       |  |  |                                    |  |  |                                 |  |
|                                         |                                   | Federico Guglielmo di Brandeburgo-Schwedt | Giovanna Carlotta di Anhalt-Dessau       |  |  |       |  |  |                                    |  |  |                                 |  |
| Federica Dorotea di Brandeburgo-Schwedt |                                   | Federico Guglielmo di Brandeburgo-Schwedt |                                          |  |  |       |  |  |                                    |  |  |                                 |  |
|                                         |                                   | Sofia Dorotea di Prussia                  | Federico Guglielmo I di Prussia          |  |  |       |  |  |                                    |  |  |                                 |  |
|                                         |                                   | Sofia Dorotea di Prussia                  | Federico Guglielmo I di Prussia          |  |  |       |  |  |                                    |  |  |                                 |  |
|                                         |                                   | Sofia Dorotea di Prussia                  | Sofia Dorotea di Hannover                |  |  |       |  |  |                                    |  |  |                                 |  |
|                                         |                                   | Sofia Dorotea di Prussia                  |                                          |  |  |       |  |  |                                    |  |  |                                 |  |